# Jeffrey McLaughlin
Jeffrey „Jeff“ Dean McLaughlin (* 31. Oktober 1965 in Summit, New Jersey) ist ein ehemaliger Ruderer aus den Vereinigten Staaten, der 1987 Weltmeister mit dem Achter war.

## Karriere
Der 1,98 m große McLaughlin ruderte an der Northeastern University in Boston. 1987 startete der US-Achter bei den Weltmeisterschaften in Nottingham in der Besetzung Michael Teti, Jon Smith, Ted Patton, Michael Still, Peter Nordell, Jeffrey McLaughlin, Douglas Burden, John Pescatore und Steuermann Seth Bauer. Der US-Achter gewann das Finale mit drei Sekunden Vorsprung auf das Boot aus der DDR, dahinter erhielten die Italiener Bronze. Das Boot aus der Bundesrepublik Deutschland belegte den sechsten Platz. Im Jahr darauf siegte bei den Olympischen Spielen 1988 in Seoul der Deutschland-Achter mit fast zwei Sekunden Vorsprung auf das Boot aus der Sowjetunion. Der US-Achter gewann mit 25 Hundertstelsekunden Rückstand auf das Boot aus der UdSSR die Bronzemedaille, wobei gegenüber dem Vorjahr nur John Rusher für Michael Still ins Boot gerückt war.
1990 belegte McLaughlin bei den Weltmeisterschaften in Tasmanien den neunten Platz im Vierer ohne Steuermann. Im Jahr darauf gewann der amerikanische Vierer mit Michael Porterfield, Jeffrey McLaughlin, Thomas Bohrer und Patrick Manning bei den Weltmeisterschaften 1991 die Silbermedaille hinter den Australiern. Auch bei den Olympischen Spielen in Barcelona siegten die Australier vor dem Boot aus den Vereinigten Staaten, das in der Besetzung Jeffrey McLaughlin, Douglas Burden, Thomas Bohrer und Patrick Manning anderthalb Sekunden Rückstand auf die Australier hatte.
McLaughlin graduierte an der Northeastern University und erwarb ein MBA an der Seattle University. Danach arbeitete er im Management im Mobilfunkbereich und wechselte später zu einer Bankengruppe.